# ラミネーション (位相幾何学)

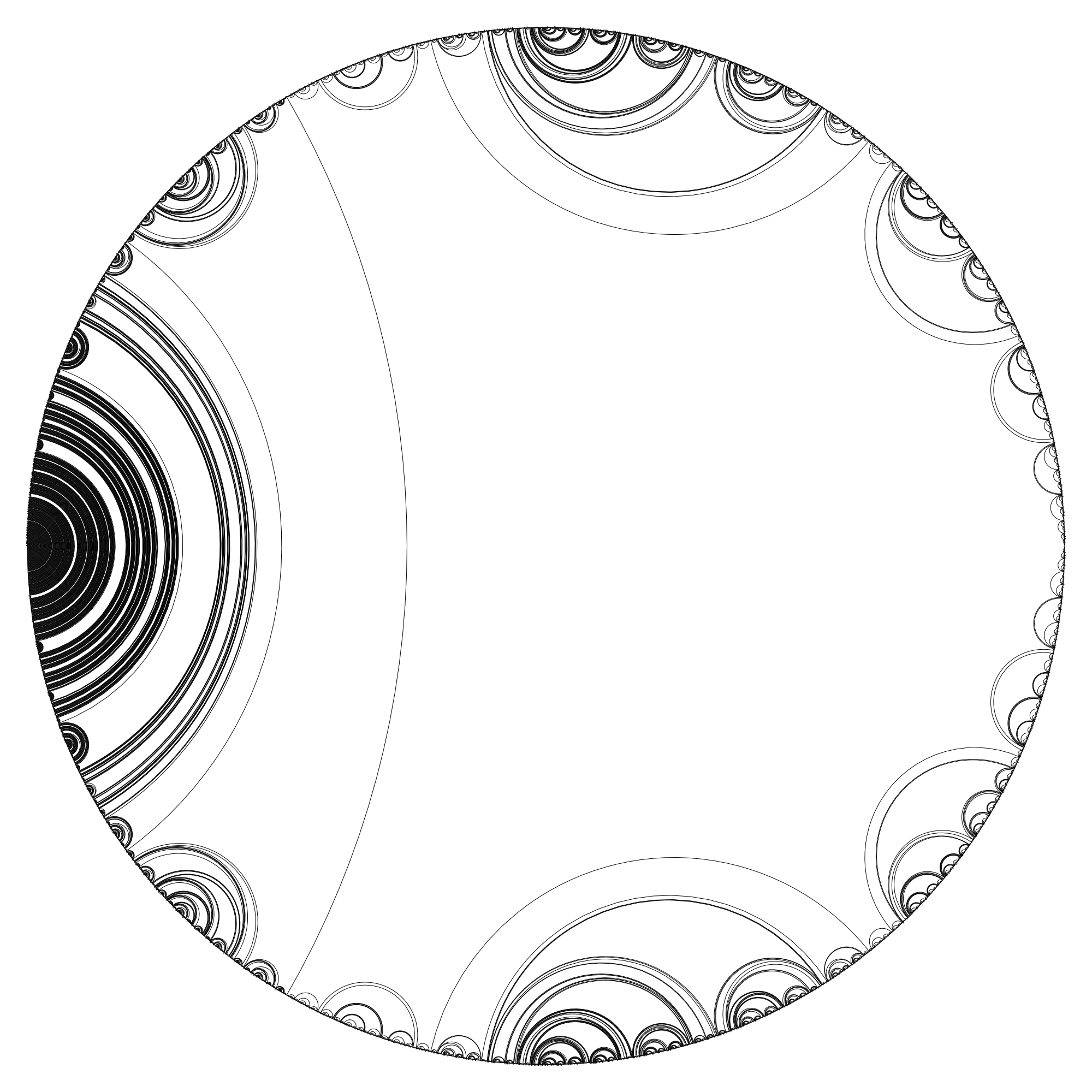
マンデルブロ集合に関連するラミネーション

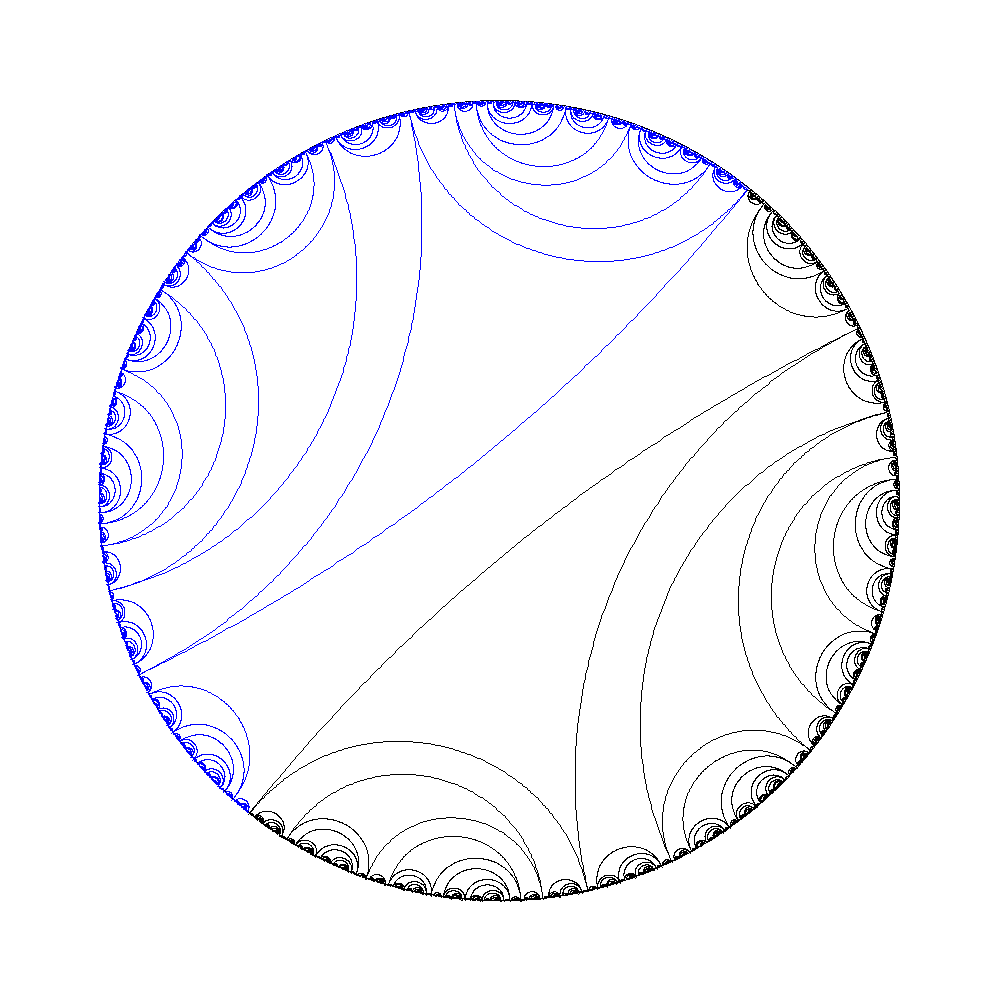
ドゥアディのウサギのラミネーション

数学の一分野である位相幾何学において、ラミネーション（英: lamination; 葉理、葉紋）とは
- 部分集合に分割される位相空間[1]であり、

- 多様体の装飾（decoration, ある点における構造あるいは性質）で、その多様体の部分集合のいくつかは低次元のシートに分割され、それらのシートは局所平行であるようなもののことを言う。

曲面のラミネーションは、その閉部分集合の、滑らかな曲線への分割である。
ラミネーションを葉層にすることが可能である場合もある。

## 例
- 2次元双曲多様体の測地的ラミネーション（geodesic lamination）は、ある閉部分集合と、測地線によるその集合の葉層からなるものである[3]。それらは写像類群（英語版）の元のニールセン・サーストン分類（英語版）や、地震写像（英語版）の理論で用いられる。

- 2次ラミネーションは、倍角写像（英語版）の下で不変なものである[4]。このようなラミネーションは 2次写像（英語版）と関連している[5][6]。これは単位円板内のコードの閉じた集まりである[7]。また、マンデルブロ集合あるいはジュリア集合の位相幾何学的なモデルでもある。